# Saint-Cyr-au-Mont-d'Or
Saint-Cyr-au-Mont-d'Or és un municipi francès, situat a la metròpoli de Lió i a la regió de Alvèrnia - Roine-Alps. L'any 2007 tenia 5.385 habitants.

## Demografia

### Població
El 2007 la població de fet de Saint-Cyr-au-Mont-d'Or era de 5.385 persones. Hi havia 1.921 famílies de les quals 394 eren unipersonals (154 homes vivint sols i 240 dones vivint soles), 650 parelles sense fills, 753 parelles amb fills i 124 famílies monoparentals amb fills.
La població ha evolucionat segons el següent gràfic:
Habitants censats

### Habitatges
El 2007 hi havia 2.134 habitatges, 1.951 eren l'habitatge principal de la família, 66 eren segones residències i 117 estaven desocupats. 1.696 eren cases i 433 eren apartaments. Dels 1.951 habitatges principals, 1.504 estaven ocupats pels seus propietaris, 393 estaven llogats i ocupats pels llogaters i 54 estaven cedits a títol gratuït; 22 tenien una cambra, 111 en tenien dues, 206 en tenien tres, 288 en tenien quatre i 1.324 en tenien cinc o més. 1.563 habitatges disposaven pel capbaix d'una plaça de pàrquing. A 657 habitatges hi havia un automòbil i a 1.174 n'hi havia dos o més.

### Piràmide de població
La piràmide de població per edats i sexe el 2009 era:
| Homes | Edats   | Dones |
| ----- | ------- | ----- |
| 4     | 95 o +  | 16    |
| 8     | 90 a 94 | 24    |
| 40    | 85 a 89 | 52    |
| 44    | 80 a 84 | 64    |
| 72    | 75 a 79 | 60    |
| 104   | 70 a 74 | 112   |
| 116   | 65 a 69 | 124   |
| 128   | 60 a 64 | 124   |
| 184   | 55 a 59 | 176   |
| 236   | 50 a 54 | 224   |
| 256   | 45 a 49 | 224   |
| 132   | 40 a 44 | 204   |
| 148   | 35 a 39 | 184   |
| 164   | 30 a 34 | 132   |
| 164   | 25 a 29 | 128   |
| 209   | 20 a 24 | 164   |
| 225   | 15 a 19 | 193   |
| 184   | 10 a 14 | 204   |
| 220   | 5 a 9   | 164   |
| 124   | 0 a 4   | 72    |

## Economia
El 2007 la població en edat de treballar era de 3.427 persones, 2.247 eren actives i 1.180 eren inactives. De les 2.247 persones actives 2.076 estaven ocupades (1.171 homes i 905 dones) i 171 estaven aturades (88 homes i 83 dones). De les 1.180 persones inactives 275 estaven jubilades, 565 estaven estudiant i 340 estaven classificades com a «altres inactius».

### Ingressos
El 2009 a Saint-Cyr-au-Mont-d'Or hi havia 1.986 unitats fiscals que integraven 5.371,5 persones, la mediana anual d'ingressos fiscals per persona era de 34.099 €.

### Activitats econòmiques
Dels 352 establiments que hi havia el 2007, 1 era d'una empresa extractiva, 2 d'empreses alimentàries, 2 d'empreses de fabricació de material elèctric, 9 d'empreses de fabricació d'altres productes industrials, 24 d'empreses de construcció, 62 d'empreses de comerç i reparació d'automòbils, 7 d'empreses de transport, 10 d'empreses d'hostatgeria i restauració, 22 d'empreses d'informació i comunicació, 36 d'empreses financeres, 29 d'empreses immobiliàries, 98 d'empreses de serveis, 29 d'entitats de l'administració pública i 21 d'empreses classificades com a «altres activitats de serveis».
Dels 43 establiments de servei als particulars que hi havia el 2009, 1 era una oficina de correu, 4 oficines bancàries, 2 funeràries, 2 tallers de reparació d'automòbils i de material agrícola, 1 autoescola, 3 paletes, 6 guixaires pintors, 4 fusteries, 3 lampisteries, 1 electricista, 2 perruqueries, 3 restaurants, 10 agències immobiliàries i 1 tintoreria.
Dels 14 establiments comercials que hi havia el 2009, 1 era una botiga de menys de 120 m², 2 fleques, 1 una carnisseria, 2 llibreries, 3 botigues de roba, 1 una botiga d'equipament de la llar, 2 botigues de mobles, 1 una botiga de material esportiu i 1 una floristeria.
L'any 2000 a Saint-Cyr-au-Mont-d'Or hi havia 3 explotacions agrícoles.

## Equipaments sanitaris i escolars
El 2009 hi havia 1 hospital de tractaments de mitja durada (seguiment i rehabilitació), 1 un hospital de tractaments de llarga durada, 2 psiquiàtrics, 2 farmàcies i 2 ambulàncies.
El 2009 hi havia 1 escola maternal i 2 escoles elementals.
Saint-Cyr-au-Mont-d'Or disposava de 2 centres de formació no universitària superior, des quals1 era de formació sanitària i 1 d'altra formació.

## Poblacions més properes
El següent diagrama mostra les poblacions més properes.